# Bitwa nad Bugiem

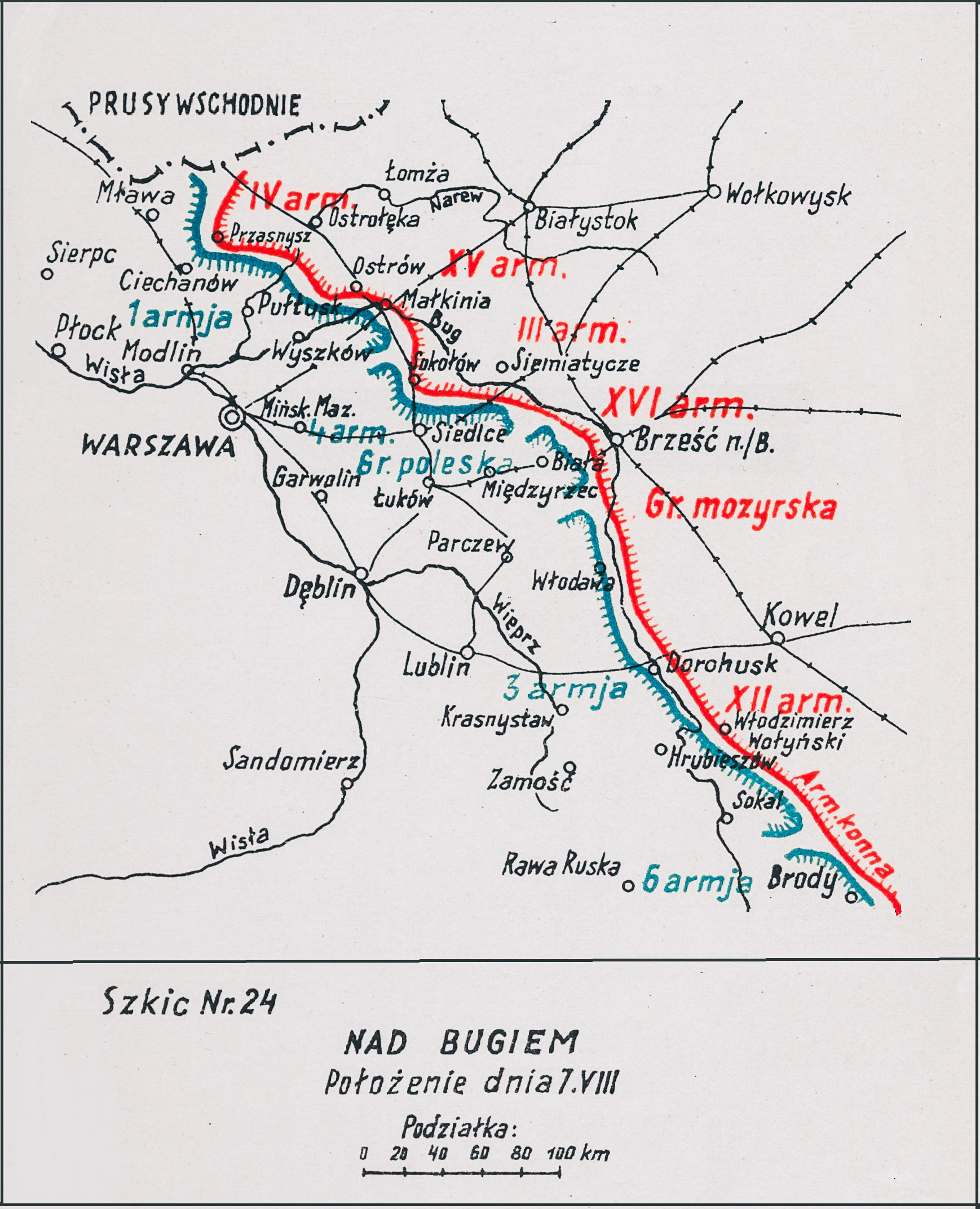
Adam Przybylski
Wojna polska 1918–1921

Bitwa nad Bugiem – bitwa obronna 1 Armii i 4 Armii oraz Grupy Poleskiej z sowieckimi 3., 15. i 16 Armią  w czasie lipcowej ofensywy Frontu Zachodniego Michaiła Tuchaczewskiego w okresie wojny polsko-bolszewickiej.

## Położenie wojsk przed bitwą
W pierwszej dekadzie lipca przełamany został front polski nad Autą, a wojska Frontu Północno-Wschodniego gen. Stanisława Szeptyckiego cofały się pod naporem ofensywy Michaiła Tuchaczewskiego.
Naczelne Dowództwo Wojska Polskiego nakazało powstrzymanie wojsk sowieckiego Frontu Zachodniego na linii dawnych okopów niemieckich z okresu I wojny światowej.
Sytuacja operacyjna, a szczególnie upadek Wilna i obejście pozycji polskich od północy, wymusiła dalszy odwrót wojsk polskich.
1 Armia gen. Gustawa Zygadłowicza cofała się nad Niemen, a 4 Armia nad Szczarę.
Obrona wojsk polskich na linii Niemna i Szczary również nie spełniła oczekiwań. W walce z przeciwnikiem oddziały polskie poniosły duże straty i zbyt wcześnie zaczęły wycofanie na linię Bugu.
Plan polskiego Naczelnego Dowództwa zakładał, że 1. i 4 Armia oraz Grupa Poleska do 5 sierpnia będą bronić linii Narew – Orlanka oraz Leśna – Brześć, aby umożliwić przygotowanie kontrofensywy z rejonu Brześcia na lewe skrzydło wojsk Frontu Zachodniego Michaiła Tuchaczewskiego. Rozstrzygającą operację na linii Bug, Ostrołęka, Omulew doradzał też gen. Maxime Weygand.
Już 31 lipca 4 Armia przekroczyła Bug w rejonie Mielnika i obsadziła zachodni brzeg rzeki na odcinku Granne – Pratulin. Oddziały grupy płk. Stanisława Kaliszka przeszły na lewy brzeg Bugu w Drohiczynie, 14 Wielkopolska Dywizja Piechoty między Pratulinem a Janowem Podlaskim.
W nocy na lewy brzeg Bugu przeprawiła się 15 Wielkopolska Dywizja Piechoty.

## Działania wojsk
Posuwając się za polskimi dywizjami, oddziały Frontu Zachodniego Michaiła Tuchaczewskiego sforsowały Bug na odcinku Mielnik – Niemirów, a nadspodziewanie szybki odwrót 4 Armii odsłonił skrzydło 1 Armii pod Brańskiem oraz Grupy Poleskiej w rejonie Brześcia.
Na przegrupowujące się oddziały Grupy Poleskiej uderzyły główne siły sowieckiej 16 Armii, wyparły Polaków z przedmościa brzeskiego i opanowały część słabo bronionych fortów.
2 sierpnia Grupa Poleska wycofała się na lewy brzeg Bugu. Burzyło to całkowicie koncepcję Naczelnego Dowództwa WP wyprowadzenia uderzenia z rejonu Siedlec w południowe skrzydło wojsk Tuchaczewskiego.
By odtworzyć położenie wydano rozkazy, by bronić linii Bugu, odzyskać przedmoście brzeskie i wyrzucić za rzekę te oddziały sowieckie, które zdołały się już przeprawić na zachodni brzeg.
Jeszcze w tym samym dniu 14 Wielkopolska Dywizja Piechoty uderzyła na oddziały sowieckiej 17 Dywizji Strzelców w rejonie Niemirowa. W tym czasie sowiecka 8 Dywizja Strzelców uderzyła pod Pratulinem i wyszła na tyły wojsk polskich w rejonie Janowa. W efekcie 14 Dywizja Piechoty nie tylko nie wykonała swego zadania, ale musiała cofnąć się na linię Leśna – Horoszki Wielkie. Równocześnie inne oddziały Armii Czerwonej przeprawiły się pod Grannem, Mielnikiem i Drohiczynem. 3 sierpnia wojska Tuchaczewskiego podeszły do Białej i rozszerzyły przedmoście pod Niemirowem.
W tej sytuacji oddziały polskie zrezygnowały z odzyskania przedmościa i skoncentrowały swoje wysiłki na wyparciu nieprzyjaciela za Bug. 4 sierpnia na Janów Podlaski uderzyła grupa gen. Daniela Konarzewskiego. 14 Wielkopolska Dywizja Piechoty odrzuciła za Bug  oddziały sowieckiej 17 Dywizji Strzelców, ale na innych odcinkach frontu polskie oddziały zadania nie wykonały.
Grupa gen. Junga nie zdołała opanować Drohiczyna i Grannego, a pod Terespolem sowiecka 16 Dywizja Strzelców odrzuciła polską 21 Dywizję Górską na linię Kijowiec – Murawiec. Utracono też Brok.
Atak odwodów Grupy Poleskiej na Terespol przywrócił miasto Polakom, a grupa gen. Żeligowskiego zajęła pozycje na przedmościu Wyszkowa.
Walki na linii Bugu od Brześcia po Wyszków trwały do 7 sierpnia.
W tym dniu rozpoczęło się przegrupowanie wojsk polskich w związku z planowaną operacją warszawską.
Oddziały polskie rozpoczęły odwrót.